# The Thirtieth Piece of Silver
The Thirtieth Piece of Silver er en amerikansk stumfilm fra 1920 af George L. Cox.

## Medvirkende
- Margarita Fischer som Leila Cole
- King Baggot som Tyler Cole
- Forrest Stanley som Peyton Lake
- Lillian Leighton som Mignon Brunner